# Quamtana molimo
Quamtana molimo är en spindelart som beskrevs av Huber 2003. Quamtana molimo ingår i släktet Quamtana och familjen dallerspindlar.
Artens utbredningsområde är Lesotho. Inga underarter finns listade i Catalogue of Life.